# Maria Nicotra
Maria Nicotra Fiorini (Catania, 6 luglio 1913 – Padova, 14 luglio 2007) è stata una politica italiana, e una delle 21 donne elette all'Assemblea Costituente, nelle file della Democrazia Cristiana.

## Biografia
Appartenente a una nota famiglia catanese di persone nobili, ancora studentessa entrò a far parte dell'Azione Cattolica di Catania e vi assunse ruoli direttivi. Nel periodo bellico ottenne la medaglia d'oro al valore per l'attività infermieristica, prestata come volontaria nella Croce Rossa, e contribuì alla fondazione catanese dell'Associazione volontari del sangue. Nel 1944 entrò a far parte della commissione femminile delle ACLI, dedicandosi alle artigiane.

### Attività politica
Nel 1946, proposta dalla DC per l'Assemblea Costituente, viene eletta nel collegio XXIX (comprensivo dell'area di Catania, Messina, Siracusa, Ragusa, Enna) con 22.838 preferenze. Fu quindi eletta deputato alla Camera nella lista DC nella I Legislatura (maggio 1948-giugno 1953), fu la terza degli eletti, con 44513 preferenze. Vi partecipò con diciassette interventi e firmò sei proposte di legge. 
Prima firmataria della proposta di modifica e integrazione del decreto legislativo n. 336 del 1946 per la concessione dell'indennità di buonuscita al personale ausiliario del Ministero delle Poste e Telecomunicazioni (1950), fu anche co-firmataria di altre cinque iniziative parlamentari: per la protezione degli scolari nei pericoli della tubercolosi (1948), per la concessione di assegni ad personam a dipendenti del Ministero delle Poste e Telecomunicazioni (1950), per la costruzione di case popolari da assegnare a famiglie baraccate e terremotate (1951), per l'istituzione dei collegi delle infermiere professionali e delle assistenti sanitarie visitatrici (1952), per l'organizzazione delle raccolta fondi per la lotta contro i tumori (1952).
Fece parte della commissione parlamentare d'inchiesta sulla miseria in Italia e di vigilanza sulle condizioni dei detenuti. Si occupò inoltre della tutela fisica e delle condizioni economiche delle lavoratrici madri e controllò la stampa destinata all'infanzia e all'adolescenza. Negli anni seguenti si dedicò al movimento femminile della DC. Dal 1960 al 1965 presiedette l'Istituto autonomo case popolari di Catania.
Dieci anni più tardi, in sostituzione del marito Graziano Verzotto sposato nel 1949, coinvolto in provvedimenti giudiziari, si trovò ad essere la prima donna presidente di una società calcistica (Siracusa Calcio). A causa delle inchieste legate ad attività non sempre limpide del marito, decise tuttavia di lasciare la Sicilia. Morì a Padova il 14 luglio 2007 ed è sepolta a Santa Giustina, per sua volontà testamentaria, nella tomba della famiglia Verzotto accanto a quella del marito Graziano.